# ジャポニスム2018
『ジャポニスム2018：響きあう魂』（ジャポニスム2018：ひびきあうたましい）は、日仏友好160年を記念して、2018年7月から2019年2月にかけてパリを中心にフランス全土で開催された日本文化・芸術の祭典。
100近くの会場で、約8か月間にわたりさまざまな日本の芸術と文化を紹介。公式企画・特別企画」は100以上、参加企画は200以上の催しが行われ、総動員数は300万人を超えた。

## 概要
「ジャポニスム2018：響きあう魂」は、2016年5月に安倍晋三総理大臣とフランスのフランソワ・オランド大統領の合意により、日仏友好160年を記念して、日本文化の粋を集め、その多様かつ普遍的な魅力を発信する取り組みとして実施が決定。
ジャポニスム2018 の具体化及び開催準備並びにその後の展開等に係る審議を行うため、安倍総理大臣を議長とする「ジャポニスム2018総合推進会議」が設置され、同会議のもと外務省を中心とする関係府省が連携して準備を行い、企画立案と運営は国際交流基金に設置されたジャポニスム事務局が担当。また両国の関係者・関係機関で構成される門家を含む員から構成される「日仏合同委員会」が現地での調整にあたった。
日本文化の原点とも言うべき縄文から琳派、伊藤若冲、そして最新のメディア･アート、アニメ、マンガ、映画、さらには歌舞伎から現代演劇や初音ミクまで、日本文化の多様性に富んだ魅力をフランスで紹介。同時に、食や祭りなど日本人の日常生活に根ざした文化をテーマにした交流イベントも開催。
また、東京2020オリンピック・パラリンピック競技大会の機運醸成や訪日外国人観光客の拡大等を見据えて、日本各地の魅力をパリに向け、またパリを通して世界に向けて発信。さらに日本国内における広報活動を通じて、日本文化を再発見できる機会も提供した。

## 開催内容

### 展覧会
| 企画                                                          | 日時                                 | 会場                                              |
| ------------------------------------------------------------- | ------------------------------------ | ------------------------------------------------- |
| 「teamLab : Au – delà des limites（境界のない世界）」展       | 5月15日 - 9月9日                     | ラ・ヴィレット                                    |
| 「池田亮司 continuum」展                                      | 6月15日 - 8月27日                    | ポンピドゥー・センター                            |
| 「Enfance / こども時代」展                                    | 6月22日 - 9月9日                     | パレ・ド・トーキョー                              |
| 「深みへ‐日本の美意識を求めて‐」展                            | 7月14日 - 8月21日                    | ロスチャイルド館                                  |
| 「香取慎吾 NAKAMA des ARTS」展                                | 9月18日 - 10月3日                    | カルーゼル・デュ・ルーヴル シャルル5世ホール      |
| 「若冲―〈動植綵絵〉を中心に」展                               | 9月15日 - 10月14日                   | プティ・パレ                                      |
| 井上有一 1916-1985 -書の解放-                                 | 7月14日 - 9月15日 9月29日 - 12月17日 | パリ日本文化会館 トゥールーズ＝ロートレック美術館 |
| 名和晃平 彫刻作品 “Throne”                                    | 7月13日 - 1月14日                    | ルーヴル美術館・ピラミッド内                      |
| パリ東京文化タンデム2018 アール・ブリュット ジャポネⅡ         | 9月8日 - 3月10日                     | アル・サン・ピエール美術館                        |
| 「安藤忠雄 挑戦」展                                           | 10月10日 - 12月31日                  | ポンピドゥー・センター                            |
| 「縄文 -日本における美の誕生-」展                             | 10月17日 - 12月8日                   | パリ日本文化会館                                  |
| 「明治」展                                                    | 10月17日 - 1月14日                   | ギメ東洋美術館                                    |
| パリ東京文化タンデム2018 「東京画 SHIBUYA -TOKYO CURIOSITY-」 | 10月18日 - 11月17日                  | パリ4区庁舎                                       |
| 「京都の宝―琳派300年の創造」展                                | 10月26日 - 1月17日                   | チェルヌスキ美術館                                |
| パリ東京文化タンデム2018 からくり人形の動態展示               | 11月                                 | パリ日本文化会館                                  |
| 「ジャポニスムの150年」展                                     | 11月15日 - 3月3日                    | 装飾美術館                                        |
| 「MANGA⇔TOKYO」展                                             | 11月29日 - 12月30日                  | ラ・ヴィレット                                    |
| 「藤田嗣治」展                                                | 1月16日 - 3月16日                    | パリ日本文化会館                                  |
| 「古都奈良の祈り」展                                          | 1月23日 - 3月18日                    | ギメ東洋美術館                                    |

### 舞台公演
| 企画                                                                              | 日時                | 会場                              |
| --------------------------------------------------------------------------------- | ------------------- | --------------------------------- |
| 邦楽ライブ 和太鼓•古立ケンジ×津軽三味線•大野敬正                                  | 7月5日 - 7月6日     | Japan Expo                        |
| 和太鼓 DRUM TAO『DRUM HEART』                                                     | 7月13日 - 7月15日   | ラ・セーヌ・ミュージカル          |
| ミュージカル『刀剣乱舞』 ～阿津賀志山異聞2018 巴里～                              | 7月15日             | パレ・デ・コングレ・ド・パリ      |
| 雅楽 宮内庁式部職楽部                                                             | 9月3日 - 9月6日     | フィルハーモニー・ド・パリ        |
| 宮本亜門演出 能×3D映像 『YUGEN 幽玄』                                             | 9月12日             | ヴェルサイユ宮殿オペラ劇場        |
| 松竹大歌舞伎                                                                      | 9月13日 - 9月19日   | 国立シャイヨー劇場                |
| 野村万作・萬斎・裕基×杉本博司『ディヴァイン・ダンス 三番叟』                      | 9月19日 - 9月25日   | パリ市立劇場 エスパス・カルダン   |
| タニノクロウ演出 『ダークマスター』『地獄谷温泉 無明ノ宿』                        | 9月25日 - 9月29日   | 国立演劇センター ジュヌビリエ劇場 |
| 飴屋法水作『ブルーシート』 前川知大作『散歩する侵略者』                           | 9月22日             | パリ市立劇場 エスパス・カルダン   |
| ジャポニスム2018 テクノ・イベント TOKYO HIT vol.3 クラブ・イベント feat.石野卓球  | 9月28日             | LE TRABENDO                       |
| ジャポニスム2018 テクノ・イベント テクノ・コンサート                              | 9月28日             | ポンピドゥー・センター            |
| ファブリック・シャイヨー / 島地保武 ダンス創作のためのレジデンス・プログラム      | 9月 - 11月          | 国立シャイヨー劇場                |
| 野田秀樹演出 『贋作 桜の森の満開の下』                                            | 9月28日 - 10月3日   | 国立シャイヨー劇場                |
| 日仏ダンス共同制作 トリプルビル                                                   | 9月18日 - 11月14日  | 国立シャイヨー劇場                |
| コンテンポラリーダンス 川口隆夫『大野一雄について』                               | 10月2日 - 10月5日   | パリ市立劇場 エスパス・カルダン   |
| 現代演劇シリーズ 松井周演出『自慢の息子』                                         | 10月5日 - 10月8日   | 国立演劇センター ジュヌビリエ劇場 |
| 文楽                                                                              | 10月12日 - 10月13日 | シテ・ド・ラ・ミュージック        |
| 伶楽舎×森山開次                                                                   | 10月13日            | フィルハーモニー・ド・パリ        |
| 太鼓 林英哲と英哲風雲の会                                                         | 10月14日            | フィルハーモニー・ド・パリ        |
| 日本舞踊                                                                          | 10月14日 - 10月15日 | シテ・ド・ラ・ミュージック        |
| 岡田利規演出 『三月の5日間』リクリエーション 『プラータナー：憑依のポートレート』 | 10月17日 - 10月20日 | ポンピドゥー・センター            |
| 木ノ下裕一監修・補綴 杉原邦生演出・美術 木ノ下歌舞伎『勧進帳』                    | 11月1日 - 11月3日   | ポンピドゥー・センター            |
| "Pretty Guardian Sailor Moon" The Super Live                                      | 11月3日 - 11月3日   | パレ・デ・コングレ・ド・パリ      |
| 宮城聰演出 『マハーバーラタ ～ナラ王の冒険～』                                    | 11月19日 - 11月25日 | ラ・ヴィレット                    |
| 藤田貴大演出 『書を捨てよ町へ出よう』                                             | 11月21日 - 11月24日 | パリ日本文化会館                  |
| 岩井秀人構成・演出 『ワレワレのモロモロ ジュヌビリエ編』                          | 11月22日 - 12月3日  | 国立演劇センター ジュヌビリエ劇場 |
| 初音ミク『HATSUNE MIKU EXPO 2018 EUROPE』                                         | 12月1日             | ラ・セーヌ・ミュージカル          |
| 蜷川幸雄演出 『海辺のカフカ』                                                     | 2月15日 - 2月23日   | 国立コリーヌ劇場                  |

### 映像
| 企画                                  | 日時               | 会場                                           |
| ------------------------------------- | ------------------ | ---------------------------------------------- |
| 日本映画の100年                       | 9月26日 - 3月      | シネマテーク・フランセーズ パリ日本文化会館 他 |
| 『歌舞伎役者 片岡仁左衛門』特別上映会 | 11月9日 - 11月10日 | パリ日本文化会館                               |
| 河瀨直美監督特集 特別展・特集上映     | 11月23日 - 1月6日  | ポンピドゥー・センター                         |
| KINOTAYO現代日本映画祭                | 11月 - 1月26日     | パリ日本文化会館 他                            |
| 『FOUJITA』特別上映会                 | 1月18日 - 1月26日  | パリ日本文化会館                               |